# 韓宰
韓 宰（かん さい、生没年不詳）は、五胡十六国時代の前燕の人物。昌黎郡の出身。子は韓昞。

## 生涯
前燕に仕え、揚威将軍・謁者僕射に任じられていた。
皇帝慕容儁の時代に活躍した。
これ以後の事績は、史書に記されていない。